# Qin Jianfu
Qin Jianfu, chinesisch 秦簡夫 / 秦简夫, aus Dadu (dem heutigen Peking), ca. 13.–14. Jahrhundert, war ein zu seiner Zeit berühmter Dramatiker in der Zeit der Yuan-Dynastie, dessen genaue Lebensdaten unbekannt sind.
Die drei Stücke im zaju-Stil, die uns von ihm überliefert sind, – Der verlorene Sohn (Dongtanglao 东堂老), Sich die Haare schneiden, um einen Gast zu empfangen (Jianfa daibin 剪发待宾) und Zhao Li bietet sein Fleisch an (Zhao Li rangfei 赵礼让肥) – preisen die konfuzianischen Tugenden als unverzichtbaren Kitt der sozialen Bindung.
In der Bibliographie des Hanyu da zidian werden für die drei Stücke die Ausgaben Yuanqu xuan 元曲选 (Zhonghua shuju 1958) und Yuanqu xuan waibian 元曲选外编 (Zhonghua shuju 1959) herangezogen.
Von Qin Jianfu soll die chinesische Redewendung Ein entfernter Verwandter nützt weniger als ein naher Nachbar (远亲不如近邻 yuǎn qīn bù rú jìn lín) stammen.

## Werke
- Yi qiushan Zhao Li rangfei 宜秋山赵礼让肥 (kurz: Zhao Li rangfei 赵礼让肥). Yuanqu xuan 元曲选, Zhonghua shuju 中华书局 1958
- Dongtanglao quan pojia zidi 东堂老劝破家子弟 (kurz: Dongtanglao 东堂老). Yuanqu xuan 元曲选, Zhonghua shuju 中华书局 1958
- Jin Taomu jianfa daibin 晋陶母剪发待宾 (kurz: Jianfa daibin 剪发待宾). Yuanqu xuan waibian 元曲选外编, Zhonghua shuju 中华书局 1959